# Талды-Суу (Нарынская область)
Талды-Суу (кирг. Талды-Суу) — село в Ат-Башинском районе Нарынской области Киргизской республики. Административный центр Талды-Сууского аильного округа. Код СОАТЕ — 41704 220 845 00 0 .  В состав аильного округа входят с. Озгерюш (590 жителей) и Первомайское (906 жителей).
Находится в южной части Нарынской области. Расположено в 76 км от областного центра г. Нарын. Рядом с селом протекает река Ат-Баши, часто выходящая из берегов и размывающая дорогу. Находится в зоне оползневых процессов и ожидаемых землетрясений с магнитудой до 9 баллов по шкале Рихтера. Часты  селевые потоки и паводки (апрель–июнь), связанные с периодами снеготаяния и ливневыми осадками.

## Население
По данным переписи 2009 года, в селе проживало 1321 человек.